# Cohors I Aquitanorum Biturigum
Die Cohors I Aquitanorum Biturigum [civium Romanorum] [equitata] (deutsch 1. Kohorte der Aquitanier der Biturigen [der römischen Bürger] [teilberitten]) war eine römische Auxiliareinheit. Sie ist durch Militärdiplome, Inschriften und Ziegelstempel belegt. In den Militärdiplomen und Inschriften wird sie (bis auf eine Ausnahme) als Cohors I Biturigum bezeichnet.

## Namensbestandteile
- Aquitanorum: der Aquitanier. Die Soldaten der Kohorte wurden bei Aufstellung der Einheit aus den verschiedenen Stämmen der Aquitanier auf dem Gebiet der römischen Provinz Gallia Aquitania rekrutiert.

- Biturigum: der Biturigen.

- civium Romanorum: der römischen Bürger. Den Soldaten der Einheit war das römische Bürgerrecht zu einem bestimmten Zeitpunkt verliehen worden. Für Soldaten, die nach diesem Zeitpunkt in die Einheit aufgenommen wurden, galt dies aber nicht. Sie erhielten das römische Bürgerrecht erst mit ihrem ehrenvollen Abschied (Honesta missio) nach 25 Dienstjahren. Der Zusatz kommt in dem Militärdiplom von 129 vor.

- equitata: teilberitten. Die Einheit war ein gemischter Verband aus Infanterie und Kavallerie. Der Zusatz kommt in der Inschrift (FBW-1977-499) vor.

Da es keine Hinweise auf den Namenszusatz milliaria (1000 Mann) gibt, war die Einheit eine Cohors (quingenaria) equitata. Die Sollstärke der Kohorte lag bei 600 Mann (480 Mann Infanterie und 120 Reiter), bestehend aus 6 Centurien Infanterie mit jeweils 80 Mann sowie 4 Turmae Kavallerie mit jeweils 30 Reitern.

## Geschichte
Die Kohorte war in den Provinzen Germania und Germania superior (in dieser Reihenfolge) stationiert. Sie ist auf Militärdiplomen für die Jahre 74 bis 134 n. Chr. aufgeführt.
Die Einheit rekrutierte sich aus Reitern des keltischen Volks der Bituriger. Eine kleinere Gruppe, die Bituriges Vivisci, siedelte im Raum um Bordeaux (Burdigala) an der Mündung der Garonne, während der bedeutendere Stamm, die Bituriges Cubi, um Bourges (Avaricum) in der Provinz Gallia Aquitania zu Hause war. Der Althistoriker Rainer Wiegels nahm an, dass ein Großteil der Kohorte wohl bei den Bituriges Cubi ausgehoben worden war. Die Bituriges waren offensichtlich als ausgezeichnete Reiter bekannt, wie Inschriften aus vorflavischer Zeit andeuten. Umfassende Rekrutierungsmaßnahmen insbesondere auch unter den Aquitaniern fanden zu Beginn der Regierungszeit des Kaisers Vespasian (69–79) statt. Damals dürfte auch die Cohors I Aquitanorum Biturigum equitata angeworben worden sein.
Der erste Nachweis der Einheit in Germania beruht auf einem Diplom, das auf den 21. Mai 74 datiert ist. In der Urkunde wird die Kohorte als Teil der Truppen aufgeführt (siehe Römische Streitkräfte in Germania), die in der Provinz stationiert waren. Das Diplom nennt die Einheit als Cohors I Aquitanorum Biturigum, die wohl dem Befehlsbereich des Mainzer Legionskommandos unterstand. Nach Ansicht des Archäologen Dieter Planck war die Kohorte wahrscheinlich bereits unter Vespasian im obergermanischen Rottweil stationiert. Dort wird sie auf Ziegelstempeln als Cohors I Biturigum genannt. Militärdiplome, die auf 90 bis 134 datiert sind, belegen die Einheit auch weiterhin in Obergermanien. Wiegels schien es so, als ob die Kohorte seit 90 n. Chr. die Bezeichnung ihrer Gebietsherkunft (Aquitanorum) abgelegt hatte. Die Kohorte blieb nach Meinung des Archäologen Philipp Filtzinger bis Anfang des 2. Jahrhunderts n. Chr. in Rottweil. Von dort stammt wohl ein nach Freiburg im Breisgau verschleppter Altar für Vulcanus, der bis in die 1960er Jahre in einem Gebäude der Altstadt verbaut war. Da der Weihestein mit großer Wahrscheinlichkeit bereits während der Zeit der Flavier (69–96) von der Kohorte errichtet wurde, kann mit Blick auf deren gemutmaßten Zeitraum ihrer Aushebung davon ausgegangen werden, dass bei der langen Dienstzeit der Auxiliarsoldaten noch viele Bituriges bei der Weihung in der Truppe aktiv waren. Die anschließende Ergänzung der Inschrift und ihre Übersetzung stammt von Wiegels:
Volcano

aram

coh(ors) I Bitur(igum)

eq(nitata) [cu]r(avit).
Übersetzung: „Die berittene erste Kohorte der Biturigen hat dem Vulkan einen Altar gestiftet.“
Wohl unter Kaiser Hadrian (117–138) oder bereits schon unter Kaiser Trajan (98–117) wurde die Einheit dann nach Langenhain beordert. Rainer Wiegels konnten nach Grabungen im Lagerdorf des Kastells Langenhain die bronzenen Waffenschildchen Nr. 3 und 4 genauer datieren und der Regierungszeit des Kaisers Commodus (180–192) zuordnen. Demnach ließ sich die Cohors I (Aquitanorum) Biturigum equitata auch noch für diese Zeitstellung in Langenhain nachweisen. Wiegels mutmaßte, dass die Truppe offenbar bis zum Limesfall in Langenhain verblieb. Ein weiteres geborgenes Schildchen, Nr. 2, nennt nach diesen Schlussfolgerungen ebenfalls einen Angehörigen der genannten Einheit.  Zusätzlich wird durch das Waffenschildchen Nr. 3 (... cohortis I Biturigum turmae ...) die Information vermittelt, dass die Kohorte teilberitten war.

## Standorte
Standorte der Kohorte in Germania waren möglicherweise:
- Arae Flaviae (Rottweil): die Inschrift (FBW-1977-499) wurde hier gefunden.
- Kastell Langenhain (Langenhain-Ziegenberg): mehrere bronzene Waffenschildchen wurden hier gefunden.[17]

Ziegel mit den Stempeln der Einheit wurden in Arae Flaviae und Langenhain gefunden.

## Angehörige der Kohorte
Folgende Angehörige der Kohorte sind bekannt.

### Kommandeure
- M(arcus) Calp[urnius] Lu[pus], ein Präfekt (CIL 2, 4203)

### Sonstige
| - []us Magn[] (FeRA-2018-36-1) - C(aius) []nsanus, ein Centurio (AE 1992, 1294) - Masclioni(us) Primus, ein Soldat (CIL 13, 7436) - Primitivus, ein Centurio (CIL 13, 7436) | - Sattonis, ein Soldat (AE 1992, 1294) - Titus, ein Soldat (AE 1992, 1292) - Veronianus, ein Decurio (AE 1992, 1293) - Vitrius, ein Centurio (AE 1992, 1292) |

## Weitere Kohorten mit der BezeichnungCohors I Aquitanorum
Es gab noch drei weitere Kohorten mit dieser Bezeichnung:
- die Cohors I Aquitanorum (Britannia). Sie ist durch Militärdiplome von 122 bis 140/154 belegt und war in der Provinz Britannia stationiert.
- die Cohors I Aquitanorum (Germania). Sie ist durch Diplome von 74 bis 134 belegt und war in den Provinzen Germania und Germania superior stationiert.
- die Cohors I Aquitanorum veterana equitata. Sie ist unter anderem im Kastell Stockstadt nachgewiesen.